# De Queen
De Queen è una città degli Stati Uniti d'America, capoluogo della Contea di Sevier nello Stato dell'Arkansas. Secondo il censimento del 2010, la popolazione è di 6 629 abitanti.

## Geografia fisica
Le coordinate geografiche di De Queen sono 34°02′24″N 94°20′31″W (34.039994, 94.341964). La città ha una superficie di 14,80 km², di 14,60 km² di terra e 0,20 km² di acqua.

## Società

### Evoluzione demografica
Al censimento del 2010, risultarono 6 629 abitanti. L'età media è di 29 anni. La composizione etnica della città è 36.7% bianchi, 5.6% neri o afroamericani, 2.3% nativi americani, 0.7% asiatici, 35.2% di altre razze e 53.5% ispanici e latino-americani. 
Al censimento del 200, risultarono 5 765 abitanti, 1913 nuclei familiari e 1377 famiglie residenti in città. Ci sono 2108 alloggi con una densità di 395.4/km². La composizione etnica della città è 66.40% bianchi, 6.07% neri o afroamericani, 2.38% nativi americani, 0.21% asiatici, 0.10% originari delle isole del Pacifico, 23.07% di altre razze e 38.59% ispanici o latino-americani. Dei 1913 nuclei familiari il 39.0% ha figli di età inferiore ai 18 anni che vivono in casa, 52.7% sono coppie sposate che vivono assieme, 13.2% è composto da donne con marito assente, e il 28.0% sono non-famiglie. Il 24.0% di tutti i nuclei familiari è composto da singoli 11.8% da singoli con più 65 anni di età. La dimensione media di un nucleo familiare è di 2.93 mentre la dimensione media di una famiglia è di 3.44. La suddivisione della popolazione per fasce d'età è la seguente: 30.3% sotto i 18 anni, 11.7% dai 18 ai 24, 28.3% dai 25 ai 44, 16.8% dai 45 ai 64, e il 12.9% oltre 65 anni. L'età media è di 30 anni. Per ogni 100 donne ci sono 96.9 maschi. Per ogni 100 donne sopra i 18 anni, ci sono 93.2 maschi. Per ogni gatto ci sono 1.6 cani. Il reddito medio di un nucleo familiare è di $25,707 mentre per le famiglie è di $31,582. Gli uomini hanno un reddito medio di $21,542 contro $17,367 delle donne. Il reddito pro capite della città è di $12,968. Circa il 21.3% delle famiglie e il 26.9% della popolazione è sotto la soglia della povertà. Sul totale della popolazione il 36.7% dei minori di 18 anni e il 18.5% di chi ha più di 65 anni vive sotto la soglia della povertà.
| 2000 | 5 765 |
| 2010 | 6 629 |